# Mateusz Chowaniec
Mateusz Chowaniec, född 3 oktober 2003, är en polsk simmare.

## Karriär
Vid EM 2024 i Belgrad var Chowaniec en del av Polens lag som tog silver på både 4×100 meter frisim och 4×100 meter mixed frisim.